# Московские переговоры (1939)
Московские переговоры (также трёхсторонние советско-франко-британские переговоры в Москве, англ. triple alliance negotiations) — трёхсторонние переговоры о заключении договора о взаимопомощи между СССР, Великобританией и Францией (апрель — август 1939 года). Переговоры зашли в тупик в вопросе пропуска Красной армии через территорию Польши, а после подписания договора о ненападении между СССР и Германией были прерваны.

## Внешнеполитическая стратегия СССР
Демонтаж Версальско-Вашингтонской системы, происходивший в течение 1930-х годов, неизбежно вёл к новому столкновению великих держав. В этих условиях СССР стремился не допустить объединения европейских великих держав, воспринимая это как главную угрозу своим интересам. Российский историк М. И. Мельтюхов в этой связи указывает на несколько документов, относящихся к концу 1938 — началу 1939 годов, которые, по его мнению, отражают представления советского руководства о сути происходивших на европейской арене событий и о тактике внешнеполитических действий СССР в складывающейся обстановке.
Первый — статья «Международная обстановка второй империалистической войны», опубликованная осенью 1938 года в журнале «Большевик» за подписью В. Гальянова. Под этим псевдонимом, по словам Мельтюхова, скрывался заместитель наркома иностранных дел СССР В. П. Потёмкин. Как следует из статьи, внешнеполитическая доктрина СССР того времени исходила из того, что новая мировая война уже началась — автор имеет в виду ряд военных акций второй половины 1930-х годов, изменивших обстановку в мире и разделивших главные капиталистические державы на «агрессоров» (Германия, Италия, Япония) и тех, кто «попустительствует агрессии» (Англия, Франция, США). По мнению автора статьи, подобное попустительство наносит ущерб интересам и самих западных держав, но фактически направлено на столкновение «агрессоров» и Советского Союза — «оплота революции и социального прогресса». Перспектива дальнейших событий представлялась следующим образом: «Фронт второй империалистической войны всё расширяется. В него втягиваются один народ за другим. Человечество идет к великим битвам, которые развяжут мировую революцию… Конец этой второй войны ознаменуется окончательным разгромом старого, капиталистического мира», когда «между двумя жерновами — Советским Союзом, грозно поднявшимся во весь свой исполинский рост, и несокрушимой стеной революционной демократии, восставшей ему на помощь, — в пыль и прах обращены будут остатки капиталистической системы».
Схожие идеи прозвучали в выступлении А. А. Жданова на ленинградской партийной конференции 3 марта 1939 года, в котором он заявил, что фашизм — «это выражение мировой реакции, империалистической буржуазии, агрессивной буржуазии» — угрожает главным образом Англии и Франции. В этих условиях Англии очень хотелось бы, чтобы «Гитлер развязал войну с Советским Союзом», поэтому она старается столкнуть Германию и СССР, чтобы остаться в стороне, рассчитывая «чужими руками жар загребать, дождаться положения, когда враги ослабнут, и забрать». Как заявил Жданов, в Москве разгадали эти замыслы, и СССР будет «копить наши силы для того времени, когда расправимся с Гитлером и Муссолини, а заодно, безусловно, и с Чемберленом». Эти материалы, по мнению Мельтюхова, дополняют характеристику международной ситуации, содержавшуюся в Отчётном докладе ЦК ВКП(б) XVIII съезду партии (10 марта 1939 года), в котором были сформулированы задачи советской внешней политики в условиях начала новой империалистической войны и стремления Англии, Франции и США направить германо-японскую агрессию против СССР: Советский Союз должен был «проводить и впредь политику мира и укрепления деловых связей со всеми странами; соблюдать осторожность и не давать втянуть в конфликты нашу страну провокаторам войны, привыкшим загребать жар чужими руками; всемерно укреплять боевую мощь» армии и «крепить международные связи дружбы с трудящимися всех стран, заинтересованными в мире и дружбе между народами». Из контекста речи Сталина ясно, что «поджигателями» войны являются страны, проводящие политику невмешательства: Англия, Франция и США. В этих условиях целью советского руководства было использовать кризис и противоречия великих держав для дальнейшего усиления своего влияния в мире с перспективой окончательного решения вопроса о существовании капиталистического общества.
Критика
По мнению британского историка Алана Тейлора, когда советские руководители обвиняли британцев в том, что те якобы планируют стравить Германию с Россией, они льстили себе в двух отношениях. Во-первых, британцев слишком мало беспокоила «красная угроза», чтобы желать её уничтожения в ходе войны; во-вторых, они были убеждены, что победа немцев окажется слишком легкой и слишком опасной для Британии.
По мнению Тейлора, что действительно пугало британских государственных деятелей при рассмотрении возможных вариантов развития событий, так это риск, что Советская Россия постоит в стороне, наблюдая, как европейские державы рвут друг друга на части. «Если война неизбежна, необходимо попытаться вовлечь в неё Советский Союз, иначе в конце войны, когда Британия и Германия будут лежать в руинах, Советский Союз, сохранивший свою армию, добьется господства в Европе». О такой возможности предупреждал британский посол в Москве Уильям Сидс и премьер Франции Даладье.

## Политический кризис 1939 года
В марте 1939 года в результате Мюнхенского соглашения и последующих событий Чехословакия прекратила своё существование как единое государство. 14 марта Словацкая республика провозгласила «независимость под защитой» нацистской Германии. 15 марта германские войска вступили в Прагу и оккупировали оставшуюся часть Чехии. Германия объявила о создании в Чехии Протектората Богемии и Моравии. 14—18 марта Венгрия при поддержке со стороны Польши оккупировала Закарпатье.
Ещё в октябре 1938 года, после аннексии Судетской области, Германия потребовала от Польши передачи Германии Вольного города Данцига, согласия на прокладку автострады и железной дороги в Восточную Пруссию через польское Поморье, а также присоединения Польши к Антикоминтерновскому пакту (или, по крайней мере, открытого заявления польского руководства о том, что Польша является политическим партнёром Германии и стратегическим противником СССР).
21 марта 1939 года, через неделю после окончательного раздела Чехословакии, Гитлер в своём меморандуме вновь вернулся к требованиям по Данцигу. 26 марта правительство Польши официально ответило отказом на меморандум Гитлера. Тем временем 21—23 марта Германия под угрозой применения силы вынудила Литву передать ей Мемельскую (Клайпедскую) область.
Действия Германии весной 1939 года в отношении Чехословакии, Литвы, Польши и Румынии заставили Великобританию и Францию заняться поиском союзников для сдерживания германской экспансии. Одновременно Германия предприняла зондаж позиции СССР на предмет улучшения отношений, но советская сторона предпочла занять выжидательную позицию.
18 марта, в связи с известиями о готовящемся предъявлении Германией ультиматума Румынии, выполнение которого должно было поставить её экономику на службу Рейху, нарком иностранных дел СССР М. М. Литвинов через английского посла в Москве предложил созвать конференцию шести стран — СССР, Англии, Франции, Румынии, Польши и Турции — с целью предотвращения дальнейшей германской агрессии. Однако английская сторона нашла это предложение «преждевременным» и предложила ограничиться совместной декларацией Англии, Франции, СССР и Польши о заинтересованности названных стран в сохранении независимости и целостности государств Восточной и Юго-Восточной Европы.

## Политические переговоры
В советской и российской историографии принято считать, что цели Великобритании и Франции в начавшихся в Москве переговорах заключались в следующем: отвести от своих стран угрозу войны; предотвратить возможное советско-германское сближение; демонстрируя сближение с СССР, достичь соглашения с Германией; втянуть Советский Союз в будущую войну и направить германскую агрессию на Восток. Как правило, отмечается, что Великобритания и Франция, стремясь сохранить видимость переговоров, в то же время не желали равноправного союза с СССР. В постсоветский период появились указания на то, что Запад был более заинтересован в союзе с СССР, нежели советское руководство — в союзе с Великобританией и Францией.
В условиях кризиса 1939 года для Франции первостепенное значение имело устранение угрозы со стороны Германии, поэтому Париж более активно выступал за создание антигерманской военной коалиции с участием не только Польши, но и СССР. При этом французское руководство стремилось возложить основную тяжесть войны на своих восточноевропейских союзников. На политику Франции значительное влияние оказывала Великобритания. При этом в Париже не исключали возможности достижения новой договорённости с Германией, для давления на которую использовались переговоры с Москвой.
В Великобритании переговоры с Москвой рассматривались лишь как средство давления на Берлин. Кроме того, привлекая СССР к обеспечению безопасности стран Восточной Европы, Лондон одновременно пытался избежать того, чтобы эти усилия не толкнули эти страны — как правило, настроенные антисоветски, — в лагерь союзников Германии. Поэтому Великобритания старалась сделать соглашение с Москвой максимально широким и расплывчатым, не затрагивающим интересы восточноевропейских стран. Всё это ещё более затрудняло англо-франко-советские переговоры и в итоге завело их в тупик, поскольку Лондон так и не решился заплатить за союз с СССР ту цену, которую потребовала Москва. В отношении Германии Великобритания пыталась продолжать ставшую традиционной политику «умиротворения», дополнив её с марта 1939 г. мерами военно-политического давления. В Лондоне рассчитывали на то, что это заставит Германию воздержаться от дальнейшей экспансии и пойти на урегулирование отношений с Великобританией.
Что касается целей СССР на этих переговорах, то этот вопрос является предметом дискуссии. Как правило, считается, что советское руководство ставило перед дипломатами три основные задачи — предотвратить или оттянуть войну и сорвать создание единого антисоветского фронта. Сторонники официальной советской версии считают, что стратегической целью советского руководства летом 1939 года было обеспечение безопасности СССР в условиях начавшегося кризиса в Европе; их оппоненты указывают, что советская внешняя политика способствовала столкновению Германии с Великобританией и Францией в расчёте на «мировую революцию».
Переговоры начались в апреле, однако долгое время продвижения вперёд на них не отмечалось. 17 апреля Литвинов, в ответ на английское предложение дать Польше односторонние гарантии также и со стороны СССР, предложил проект англо-франко-советского договора о взаимопомощи, предусматривающего «всяческую, в том числе и военную, помощь восточноевропейским государствам, расположенным между Балтийским и Чёрным морями и граничащим с СССР, в случае агрессии против этих государств». В ответ Франция предложила ограничиться короткой декларацией о намерениях: оказывать военную поддержку друг другу или солидарную поддержку странам Центральной и Восточной Европы в случае германской агрессии против кого-либо из фигурантов.
3 мая, когда стало ясно, что Великобритания и Франция не приняли советское предложение, народным комиссаром иностранных дел вместо М. М. Литвинова был назначен В. М. Молотов, по совместительству оставшийся главой СНК СССР.
Лишь 24 мая Великобритания наконец приняла решение идти на союз с СССР. 27 мая Чемберлен, опасаясь, что Германии удастся нейтрализовать СССР, направил послу в Москве инструкцию, предписывающую согласиться на обсуждение пакта о взаимопомощи, военной конвенции и гарантий государствам, которые подвергнутся нападению Гитлера. Англо-французский проект был разработан на основе советских предложений от 17 апреля.
2 июня на московских переговорах СССР вручил Великобритании и Франции новый проект договора. Он предусматривал обязательства для всех сторон в случае агрессии немедленно оказать помощь, включая военную, другим участникам договора, а также восточноевропейским государствам, граничащим с СССР.
Согласно англо-французскому проекту соглашения от 27 мая (с советскими поправками от 2 июня), который был взят за основу дальнейших переговоров, вступление союза в силу предусматривалось в следующих случаях:
- в случае нападения одной из европейских держав (то есть Германии) на одну из договаривающихся сторон;
- в случае германской агрессии против Бельгии, Греции, Турции, Румынии, Польши, Латвии, Эстонии или Финляндии (предполагалось, что договаривающиеся стороны дадут гарантии защиты всем этим государствам);
- в случае, если одна из сторон будет вовлечена в войну из-за предоставления помощи по просьбе третьей европейской страны.

Тем временем Эстония и Латвия высказались против гарантий со стороны Великобритании, Франции и СССР и 7 июня заключили с Германией договоры о ненападении. Финляндия и Литва также отказывались принимать советские гарантии (Литва подписала договор о ненападении с Германией ещё в марте 1939 года). СССР, однако, продолжал настаивать на включении в англо-франко-советский договор положения о гарантиях прибалтийским государствам или заключения простого трёхстороннего договора без гарантий третьим странам.
29 июня в газете «Правда» появилась статья члена Политбюро А. А. Жданова, в которой отмечалось, что англо-франко-советские переговоры «зашли в тупик», поскольку Англия и Франция «не хотят равного договора с СССР». Великобритания и Франция стремились ограничить свои обязательства, а также избежать выдачи гарантий прибалтийским государствам. Параллельно контактам с СССР Великобритания продолжала зондировать Германию на предмет переговоров. Германия же, опасаясь британских ВВС и французской армии, которые в случае своего вмешательства могли значительно осложнить её положение, пыталась получить чёткий ответ на основной вопрос: что будут делать Великобритания и Франция в случае германско-польской войны.
Основными пунктами расхождений позиций сторон на переговорах были:
- список стран, которым предоставляются гарантии. Англо-французская сторона полагала, что прямое их перечисление в тексте чревато политическими осложнениями. К концу июня было выработано компромиссное решение, что список всё-таки будет, но в секретной части договора;
- включение в список стран Прибалтики и Финляндии. Англичане сначала возражали, но к 17 июля согласились с советским предложением;
- запрет на заключение сепаратного мира. Англия не хотела давать обещание не заключать сепаратного мира в случае войны, поскольку не верила в активность советских вооружённых сил в будущей войне, но позднее приняла советское условие;
- одновременное вступление в силу политического и военного соглашения. На это английская сторона согласилась 23 июля;
- определение понятия «косвенная агрессия». Это единственный пункт, по которому не удалось достичь компромисса.

4 июля министр иностранных дел Великобритании Э. Галифакс на заседании внешнеполитического комитета британского парламента вынес на рассмотрение два варианта:
1. срыв переговоров или
2. заключение ограниченного пакта.

Обосновывая свою позицию, он сказал: «Наша главная цель в переговорах с СССР заключается в том, чтобы предотвратить установление Россией каких-либо связей с Германией».
8 июля Великобритания и Франция констатировали, что договор с СССР в целом согласован, однако советская сторона выдвинула новые требования (речь идёт о расширенной формулировке понятия «косвенная агрессия», не соответствовавшей международному праву), отказавшись идти на какие-либо уступки.
В советском варианте «косвенная агрессия» определялась следующим образом:

Выражение «косвенная агрессия» относится к действию, на которое какое-либо из указанных выше государств <страны, пограничные с СССР, а также Бельгия и Греция> соглашается под угрозой силы со стороны другой державы или без такой угрозы и которое влечёт за собой использование территории и сил данного государства для агрессии против него или против одной из договаривающихся сторон
Это было расценено представителями Великобритании и Франции как требование СССР предоставить ему возможность по желанию и под любым предлогом вводить свои войска в соседние страны. Со своей стороны, британские и французские участники переговоров предлагали считать косвенной агрессией только 

… действия, на которые соответствующее государство дало своё согласие под угрозой применения силы со стороны другой державы и которые связаны с отказом этого государства от своей независимости или своего нейтралитета.
 то есть, в отличие от советской формулы, отсутствовал пункт «или без такой угрозы».
10 июля на заседании внешнеполитического комитета британского парламента, для того чтобы предотвратить срыв переговоров с СССР, фактически зашедших в тупик, Галифакс предложил дать согласие на одновременное подписание политического и военного соглашений и начать переговоры о содержании военного соглашения. Галифакс заметил, что «военные переговоры затянутся на очень длительный период».
19 июля британское руководство решило не идти ни на какие уступки в отношении советской формулировки «косвенной агрессии», но согласиться на военные переговоры для того, чтобы затруднить советско-германские контакты и усилить свои позиции в отношении Германии. Считалось, что военные переговоры позволят не допустить советско-германского сближения и затянуть время до осени, когда Германия в силу погодных условий не решится начать войну. Франция более осторожно отнеслась к началу военных переговоров до заключения политического соглашения. Кроме того, и в Лондоне, и в Париже знали, что Польша и Румыния категорически возражают против пропуска Красной Армии через свою территорию. В итоге в Лондоне пока отложили решение этого вопроса, обсуждая тем временем, не прервать ли переговоры с СССР вообще.
Всё же 23 июля Великобритания и Франция, констатировав, что «уже достигнуто достаточное согласие по основным вопросам, чтобы перейти к изучению конкретных военных проблем», согласились на предложенные советской стороной военные переговоры, о чём и уведомили её 25 июля. 27 июля Великобритания, Франция и СССР оговорили подготовительный период для военных переговоров в 8—10 дней, но компромиссная формула по «косвенной агрессии» так и не была найдена, а СССР отказался опубликовать коммюнике о согласовании политического договора.
2 августа на московских переговорах с Великобританией и Францией СССР вновь подтвердил неизменность своей позиции по «косвенной агрессии», а 7 августа политические переговоры в Москве были прерваны.

## Военные переговоры
В результате английская и французская миссии отправились в Москву 5 августа, выбрав при этом самый продолжительный способ передвижения — морем до Ленинграда (ныне Санкт-Петербург) и далее поездом. В Москву миссии прибыли только 11 августа. Об отношении Англии к переговорам свидетельствует факт направления в Москву адмирала Дракса, имевшего незначительный вес в военном руководстве, в то время как, например, на неофициальные переговоры в Польшу полетел генерал-инспектор заморских войск Айронсайд (занявший в сентябре 1939 пост начальника Имперского Генштаба). На официальные переговоры по выработке военного соглашения в Варшаву с английской стороны ездили полковник Дэвидсон (ВВС), генерал Клэйтон (армия) и коммодор Роулингз (ВМС), то есть фигуры ещё более низкого ранга, чем Дракс.
Чемберлен не верил ни в возможность достижения соглашения с СССР, ни в военный потенциал Красной Армии, надеялся использовать переговоры лишь как средство давления на Гитлера и потому всемерно их затягивал.
12 августа, на первом заседании трёх миссий, глава советской делегации предложил ознакомиться с полномочиями каждой делегации. Он предъявил полномочия советской делегации, которые гласили, что делегация уполномочена «…вести переговоры с английской и французской военными миссиями и подписать военную конвенцию по вопросам организации военной обороны Англии, Франции и СССР против агрессии в Европе…». Глава французской делегации генерал Думенк зачитал свои полномочия, которые поручали ему «договориться с главным командованием советских вооружённых сил по всем вопросам, относящимся к вступлению в сотрудничество между вооружёнными силами обеих стран». Этот уровень полномочий был существенно более низким, чем у советской делегации, но всё-таки генерал Думенк имел возможность вести серьёзные переговоры с советской стороной. Французы были настроены на скорейшее заключение соглашения, но они целиком зависели от англичан. Тут выяснилось, что глава английской делегации адмирал Дракс вообще не имеет никаких письменных полномочий. Адмирал Дракс попытался выйти из затруднительного положения, заявив, что если бы совещание было перенесено в Лондон, то он имел бы все необходимые полномочия, однако глава советской делегации под общий смех возразил, что «привезти бумаги из Лондона в Москву легче, чем ехать в Лондон такой большой компании». В конце концов адмирал обещал запросить у своего правительства письменные полномочия, которые были им получены только 21 августа. Несмотря на отсутствие у адмирала Дракса полномочий, советская делегация заявила, что не возражает против продолжения работы совещания. С 13 по 17 августа состоялось семь заседаний, на которых стороны обменялись сообщениями о своих вооружённых силах и планах на случай гитлеровской агрессии. От имени Англии выступали адмирал Дракс, маршал авиации Бэрнетт и генерал Хейвуд; от имени Франции — генерал Думенк, Валэн и капитан Вийом; от имени СССР — начальник генерального штаба Б. М. Шапошников, начальник военно-воздушных сил А. Д. Локтионов и нарком военно-морского флота Н. Г. Кузнецов.
Английский историк М. Каулинг отмечал, что к этому времени Н. Чемберлен стал проявлять «всё большую заинтересованность в срыве англо-русских переговоров». Ещё 8 июня Чемберлен признавал в беседе с американским послом Кеннеди, что не исключена возможность того, что он «положит конец» переговорам с СССР. Даже в беседе с японским послом Сигэмицу в конце июня Чемберлен не скрывал своего «сокровенного желания разорвать переговоры с СССР». С начала июля вопрос о срыве переговоров неоднократно рассматривался и на заседаниях внешнеполитического комитета английского правительства. 19 июля лорд Галифакс цинично заявил, что если бы переговоры сорвались, то «это его не очень обеспокоило бы».
Сталин также не рассчитывал на заключение реального соглашения с Англией и Францией, а рассматривал переговоры как средство дипломатической игры с одной стороны с Германией, с другой — с Англией и Францией, с целью остаться вне европейской войны. Рукописная инструкция Сталина Ворошилову от 7 августа, в частности, гласила:

1. Секретность переговоров с согласия сторон.

2. Прежде всего выложить свои полномочия о ведении переговоров с англо-французской военной делегацией о подписании военной конвенции, а потом спросить руководителей английской и французской делегаций, есть ли у них также полномочия от своих правительств на подписание военной конвенции с СССР. 

3. Если не окажется у них полномочий на подписание конвенции, выразить удивление, развести руками и «почтительно» спросить, для каких целей направило их правительство в СССР. 

4. Если они ответят, что они направлены для переговоров и для подготовки дела подписания военной конвенции, то спросить их, есть ли у них какой-либо план обороны будущих союзников, то есть Франции, Англии, СССР и т. д. против агрессии со стороны блока агрессоров в Европе.

5. Если у них не окажется конкретного плана обороны против агрессии в тех или иных вариантах, что маловероятно, то спросить их, на базе каких вопросов, какого плана обороны думают англичане и французы вести переговоры с военной делегацией СССР.

6. Если французы и англичане всё же будут настаивать на переговорах, то переговоры свести к дискуссии по отдельным принципиальным вопросам, главным образом о пропуске наших войск через Виленский коридор и Галицию, а также через Румынию. 

7. Если выяснится, что свободный пропуск наших войск через территорию Польши и Румынии является исключённым, то заявить, что без этого условия соглашение невозможно, так как без свободного пропуска советских войск через указанные территории оборона против агрессии в любом её варианте обречена на провал, что мы не считаем возможным участвовать в предприятии, заранее обречённом на провал.

8. На просьбы о показе французской и английской делегациям оборонных заводов, институтов, воинских частей и военно-учебных заведений сказать, что после посещения лётчиком Линдбергом СССР в 1938 г. Советское правительство запретило показ оборонных предприятий и воинских частей иностранцам, за исключением наших союзников, когда они появятся.
Тем временем с конца июля Германия через временного поверенного в делах СССР Г. И. Астахова резко активизировала зондаж советского руководства на предмет улучшения политических отношений между двумя странами. 2—3 августа министр иностранных дел Риббентроп сделал официальное заявление на тему германо-советского сближения, в котором, в частности, содержался намёк на раздел сфер влияния.
8—10 августа советское руководство получило от Астахова сведения о том, что немцы «готовы были бы объявить свою незаинтересованность (по крайней мере, политическую) в судьбе прибалтов (кроме Литвы), Бессарабии, русской Польши (с изменениями в пользу немцев) и отмежеваться от аспирации на Украину. За это они желали бы иметь от нас подтверждение нашей незаинтересованности к судьбе Данцига, а также бывш[ей] германской Польши (быть может, с прибавкой до линии Варты или даже Вислы) и (в порядке дискуссии) Галиции». Такая договорённость, однако, подразумевала отказ СССР от договора с Великобританией и Францией. 11 августа советское руководство согласилось на начало постепенных переговоров по этим вопросам в Москве. 13 августа Германия уведомила СССР, что согласна вести переговоры в Москве.
По мнению историка Л. А. Безыменского, Сталин на основании разведывательной информации знал реальные планы англичан и не верил официальным заявлениям, поэтому рассматривал переговоры только как дипломатическую игру. Об игре Сталина на противоречиях Германии и Великобритании с Францией ради достижения интересов советского государства говорит и историк М. И. Мельтюхов. Он расценивает заключённый в результате пакт с Германией как победу Сталина, помешавшую заключению европейских соглашений без учёта интересов СССР. Историк С. З. Случ считает, что целью политики Сталина изначально было соглашение с Германией, а переговоры с Англией и Францией он стремился сорвать. Рассматривая инструкцию Сталина советской делегации на военных переговорах, он полагает, что «все её пункты были нацелены не на то, как способствовать успеху переговоров (их цель даже не была обозначена), а на то, как их сорвать, возложив затем ответственность за неудачу на западные делегации, направившие их правительства». Ю. А. Никифоров критикует данное мнение, указывая на отсутствие обоснований для него, и считает, что текст инструкции Сталина не даёт основания для подобной интерпретации.
Ворошилов поставил перед англичанами и французами ряд конкретных вопросов, на которые они не смогли дать внятных ответов, так как им запрещено было разглашать секретную военную информацию (ввиду того, что она, при отсутствии обязывающего политического соглашения, могла быть передана Берлину). Со стороны СССР был также представлен план развёртывания, согласно которому должно было действовать до 136 дивизий, однако представители Англии и Франции не предоставили подобных планов.
14 августа на переговорах с военными миссиями Великобритании и Франции советская сторона подняла вопрос о проходе Красной Армии через Польшу, по виленскому и галицийскому коридорам — без чего, по мнению советской стороны, не могла быть отражена возможная германская агрессия. Это оказалось «мёртвой точкой», на которой переговоры застыли. Поляки отказывались пропускать Красную Армию через свою территорию, несмотря на давление со стороны Франции. Известно афористическое выражение, сказанное Беком французскому послу: «С немцами мы рискуем потерять свою свободу, а с русскими — свою душу». 17 августа в переговорах был сделан перерыв.
17 и 20 августа глава французской военной миссии генерал Думенк сообщал из Москвы в Париж:

Не подлежит сомнению, что СССР желает заключить военный пакт и не хочет, чтобы мы превращали этот пакт в пустую бумажку, не имеющую конкретного значения. […] Провал переговоров неизбежен, если Польша не изменит позицию.
Американский журналист Уильям Ширер утверждает:

Несмотря на распространённое в то время не только в Москве, но и в западных столицах мнение, что Англия и Франция ничего не предпринимали с целью склонить Польшу к тому, чтобы она пропустила через свою территорию советские войска для защиты от немцев, из опубликованных недавно документов следует, что это не так. Англия и Франция продвинулись в этом деле далеко, но недостаточно далеко. Из этих документов ясно также, что поляки проявили непостижимую глупость.
17—19 августа Великобритания и Франция уточняли позицию Польши относительно прохода Красной Армии и пытались добиться её согласия, но Варшава осталась при своем мнении. Утром 21 августа началось последнее заседание англо-франко-советских военных переговоров, в ходе которого стало ясно, что переговоры зашли в тупик. Тем не менее формально переговоры прерваны не были. 22 августа советская пресса сообщила о предстоящем приезде в Москву Риббентропа для заключения пакта о ненападении, при этом СССР информировал Великобританию и Францию, что «переговоры о ненападении с Германией не могут никоим образом прервать или замедлить англо-франко-советские переговоры». В тот же день Франция попыталась вновь добиться от Польши согласия на проход Красной Армии, чтобы иметь возможность ограничить значение будущего советско-германского пакта или сорвать его подписание. Глава французской военной миссии, получивший наконец полномочия на подписание военной конвенции, пытался 22 августа настоять на продолжении военных переговоров, но глава советской военной миссии, сославшись на то, что «позиция Польши, Румынии, Англии неизвестна», предложил не торопиться с продолжением переговоров.

## Провал переговоров
23 августа в Москву на специальном самолёте через Кёнигсберг прибыл Риббентроп, и в ходе переговоров со Сталиным и Молотовым в ночь на 24 августа были подписаны советско-германский пакт о ненападении и секретный дополнительный протокол, определивший «сферы интересов» сторон в Восточной Европе. К сфере интересов СССР были отнесены Финляндия, Эстония, Латвия, территория Польши к востоку от рек Нарев, Висла и Сан, а также румынская Бессарабия.
Подписав пакт о ненападении с Германией, СССР 25 августа заявил англо-французской военной миссии, что в изменившейся ситуации военные переговоры «теряют всякий смысл». В тот же день Франции было сообщено, что договор 1935 года остаётся в силе, а политические переговоры с Великобританией и Францией могли бы быть продолжены, если они готовы принять советские предложения. Лондон и Париж, однако, решили не идти на уступки СССР, который втайне от них осмелился предпочесть какие-то собственные интересы «общему делу» защиты западных демократий, и в ночь на 26 августа их военные миссии покинули Москву.
Как указывает М. Мельтюхов, отечественная историография исходит из идеи, что англо-франко-советский союз мог бы предотвратить возникновение Второй мировой войны. Мельтюхов считает это утверждение дискуссионным, поскольку его сторонники не учитывают того факта, что англо-франко-советские переговоры были лишь одной из сторон событий 1939 года. Ряд авторов указывает, что в ходе переговоров Великобритания и Франция, недооценивавшие советские вооружённые силы, были вынуждены также учитывать антисоветскую позицию соседей СССР. Кроме того, сказывалось взаимное недоверие Великобритании и Советского Союза, которые опасались быть обманутыми друг другом. Всё это не могло не сказаться на исходе переговоров.
Для достижения договорённости требовалось согласие Великобритании и Франции на признание СССР европейской великой державой и усиление его влияния на континенте. Лондон и Париж оказались неспособны пойти на такую уступку, в том числе потому что союз с СССР означал бы окончательный раскол Европы на военно-политические блоки и, по мнению западных держав, угрожал их втягиванию в войну, которой они стремились избежать, направив германскую экспансию на Восток.